# 蔡文魁
蔡文魁（1494年—？），字國華，号敛斋，江西九江府德化縣人，軍籍。明朝政治人物。

## 生平
治《詩經》，行一，由國子生中式丙子科（1516年）江西鄉試第四十三名舉人，年三十歲中式嘉靖二年（1523年）癸未科會試第一百七十五名，第三甲第十三名進士。歷官直隸丹徒縣知縣，十二年（1533年）九月擢刑科給事中，十四年七月升工科右，十月升户科左，轉任通政司參議。秩满，廷推巡抚郧阳，因忤时相意，竟委政而归。在林下三十年，以讲学为事。穆宗立，召用，辞不赴。

## 家族
曾祖蔡德義，知县。祖父蔡琮，县丞。父蔡铣。母柳氏。慈侍下。弟蔡文化、蔡文光。